# ایلیا (فیلم)
«ایلیا» (انگلیسی: Elias (film)) یک فیلم است که در سال ۱۹۹۱ منتشر شد.